# 다리미 패밀리
《다리미 패밀리》는 2024년 9월 28일부터 2025년 1월 26일까지 방송된 KBS 2TV 특별기획 주말드라마이다.

## 기획 의도
청렴 세탁소 다림이네 가족이 옷 대신 돈을 다림질하며 벌어지는 로맨틱 돈다발 블랙 코미디

## 방송 시간
| 방송 채널 | 방송 기간                         | 방송 시간                     | 방송 분량  |
| --------- | --------------------------------- | ----------------------------- | ---------- |
| KBS 2TV   | 2024년 9월 28일 ~ 2025년 1월 26일 | 매주 주말 저녁 8:00 ~ 밤 9:20 | 1시간 20분 |

## 제작진

### 제작사
- (유)다리미 패밀리 문화산업전문회사
- 키이스트
- 몬스터유니온

### 제작
- 박성혜
- 조지훈

### 극본
- 서숙향
- 장주희

### 연출
- 성준해
- 서용수

## 등장 인물
- (†) 표시는 드라마 상에서 최종적으로 사망한 인물이다.

### 주요 인물
- 김정현 : 서강주 역 (31세) - 지승그룹 전 상무, 서강어패럴 대표. 다림의 대학동창. 지연의 아들. 승돈의 의붓아들. 다림의 연인. 태웅의 손아랫동서.
- 금새록 : 이다림 역 (30세) - 청렴 세탁소 막내딸, 강주의 대학동창. 지승그룹 전 비서, 서강어패럴 대리. 강주의 연인.
- 최태준 : 차태웅/지태웅 역 (33세) - 청렴세탁소 전 아르바이트생, 지승그룹 상무. 승돈과 죽은 애리의 친아들. 차림의 남편. 무림의 매제. 다림의 형부.
- 양혜지 : 이차림 역 (31세) - 지승그룹 전 패션디자이너, 서강어패럴 디자인 실장. 다림의 언니. 무림의 여동생. 태웅의 아내.

### 청렴 세탁소
- 박지영 : 고봉희 역 (58세) - 청렴세탁소 2대 주인, 무림&차림&다림의 어머니. 만득과 길례의 며느리. 미연의 올케언니. 신의 외숙모.
- 김영옥 : 안길례 역 (90세) - 청렴세탁소 1대 주인, 만득의 아내. 봉희의 시어머니. 무림&차림&다림의 친할머니. 상호의 장모.
- 박인환 : 이만득 역 (88세) - 청렴세탁소 1대 주인, 길례의 남편. 봉희의 시아버지. 무림&차림&다림의 친할아버지. 상호의 장인.
- 왕지혜 : 이미연 역 (45세) - 만득과 길례의 철없는 늦둥이 딸, 상호의 전처. 신의 어머니. 무림&차림&다림의 고모. 봉희의 시누이. 기둥의 연인.
- 한수호 : 최신 역 - 미연과 상호의 아들, 만득과 길례의 외손자. 무림&차림&다림의 사촌동생. 봉희의 조카.

### 지승그룹
- 신현준 : 지승돈 역 (58세)- 지승그룹 회장, 지연의 전남편. 강주의 새아버지. 태웅의 친아버지. 죽은 애리의 옛연인.
- 김혜은 : 백지연 역 (56세) - 지승그룹 사모, 승돈의 전처. 강주의 어머니.
- 강덕중 : 오민기 역 (11회 ~ 36회) - 지승그룹 지승돈 회장의 운전기사
- 유일한 : 유팀장 역 (11회 ~ 36회) - 지승그룹 TF사무실 팀장
- 주새벽 : 김미미 역 (11회 ~ 36회) - 지승그룹 TF사무실 디자인디렉터

### 청렴동 사람들
- 오영실 : 배해자 역 - 지연의 오랜 친구이자 기둥의 장모, 봄의 외할머니.
- 조복래 : 남기둥 역 - 장모님 모시고 살아가는 순박한 가장, 봄의 아버지. 해자의 사위. 미연의 연인.
- 정서연 : 남봄 역 - 기둥의 하나뿐인 딸, 해자의 외손녀.
- 변윤정 : 복미경 역 - 복미경공인중개사 사장

### 청렴 경찰서
- 김현준 : 이무림 역 (33세) - 봉희의 첫째아들이자 청렴경찰서 형사, 차림과 다림의 오빠. 만득과 길례의 친손자. 수지의 남편. 미옥의 사위. 태웅의 손윗 처남.
- 하서윤 : 송수지 역 (30세)- 무림의 아내이자 경찰대학 출신 경찰, 미옥의 딸. 봉희의 며느리. 차림과 다림의 올케언니.
- 김선경 : 윤미옥 역 - 청렴경찰서장이자 수지의 어머니, 무림의 장모. 봉희의 사돈.
- 이성열 : 최형철 역 - 수지의 파트너인 경찰대학 출신 경찰

### 러브 캐피탈
- 박성현 : 김성훈 역 (6회 ~ 36회) - [1] 저축은행 부사장
- 이왕수 : 철순 역 (6회 ~ 36회) - 러브캐피탈 직원
- 승형배 : 상순 역 (6회 ~ 36회) - 러브캐피탈 직원

### 기타 인물
- 장의돈 : 서변호사 역
- 옥승일 : 서기석 변호사 역 (30회)

### 특별출연
- 이원종 : 백곰 역 (†, 2회, 7회) - 지연의 아버지.
- 이규호 : 양길순 역 - 러브캐피탈 전 사장 (†, 4회 ~ 6회, 19회)
- 신정윤 : 최상호 역 (4회 ~ 6회, 10회, 29회) - 미연의 전남편. 신의 아버지. 만득과 길례의 전 사위.
- 이한위 : 포장마차 주인 역 (5회) - 다림이가 술 먹으려 간 가게
- 조미령 : 노애리 역 (†, 8회 ~ 9회, 11회, 15회 ~ 17회) - 승돈의 첫사랑이자 과거 연인. 태웅의 친모.
- 김승욱 : 판사 역

## 시청률
최저 시청률과 최고 시청률은 시청률 조사회사와 지역별로 시청률에 차이가 있을 수 있습니다.
| 2024년 | 2024년    | 2024년         | 2024년         | 2024년       |
| 회차   | 방송일    | TNMS 시청률    | AGB 시청률     | AGB 시청률   |
| 회차   | 방송일    | 대한민국(전국) | 대한민국(전국) | 서울(수도권) |
| ------ | --------- | -------------- | -------------- | ------------ |
| 제1회  | 9월 28일  | -              | 14.1%          | 12.6%        |
| 제2회  | 9월 29일  | -              | 14.5%          | 12.8%        |
| 제3회  | 10월 5일  | -              | 14.4%          | 12.3%        |
| 제4회  | 10월 6일  | -              | 15.4%          | 14.3%        |
| 제5회  | 10월 12일 | -              | 14.7%          | 13.5%        |
| 제6회  | 10월 13일 | -              | 16.0%          | 15.1%        |
| 제7회  | 10월 19일 | -              | 15.3%          | 13.3%        |
| 제8회  | 10월 20일 | -              | 16.2%          | 15.0%        |
| 제9회  | 10월 26일 | -              | 14.6%          | 13.5%        |
| 제10회 | 10월 27일 | -              | 17.6%          | 16.5%        |
| 제11회 | 11월 2일  | -              | 15.2%          | 13.1%        |
| 제12회 | 11월 3일  | -              | 17.1%          | 16.3%        |
| 제13회 | 11월 9일  | -              | 15.1%          | 14.2%        |
| 제14회 | 11월 10일 | -              | 16.7%          | 15.1%        |
| 제15회 | 11월 16일 | -              | 16.1%          | 14.7%        |
| 제16회 | 11월 17일 | -              | 17.8%          | 16.3%        |
| 제17회 | 11월 23일 | -              | 15.6%          | 14.4%        |
| 제18회 | 11월 24일 | -              | 17.2%          | 15.6%        |
| 제19회 | 11월 30일 | -              | 16.2%          | 14.7%        |
| 제20회 | 12월 1일  | -              | 17.1%          | 15.7%        |
| 제21회 | 12월 7일  | -              | 14.1%          | 13.4%        |
| 제22회 | 12월 8일  | -              | 16.2%          | 15.2%        |
| 제23회 | 12월 14일 | -              | 14.5%          | 12.8%        |
| 제24회 | 12월 15일 | -              | 16.8%          | 16.0%        |
| 제25회 | 12월 21일 | -              | 16.0%          | 14.4%        |
| 제26회 | 12월 22일 | -              | 17.2%          | 15.9%        |
| 제27회 | 12월 28일 | -              | 15.4%          | 13.8%        |
| 제28회 | 12월 29일 | -              | 15.6%          | 14.1%        |
| 2025년 |           |                |                |              |
| 제29회 | 1월 4일   | -              | 17.4%          | 16.1%        |
| 제30회 | 1월 5일   | -              | 18.9%          | 18.2%        |
| 제31회 | 1월 11일  | -              | 17.8%          | 16.4%        |
| 제32회 | 1월 12일  | -              | 19.6%          | 18.5%        |
| 제33회 | 1월 18일  | -              | 17.4%          | 16.4%        |
| 제34회 | 1월 19일  | -              | 19.0%          | 17.6%        |
| 제35회 | 1월 25일  | -              | 18.3%          | 16.4%        |
| 제36회 | 1월 26일  | -              | 19.7%          | 18.2%        |

## OST
- 파트1. 살다보면 권진원(2024.9.28)[4]
- 파트2. 세상만사 육중완밴드(2024.10.19)
- 파트3. Dear! 보리구 손디아(2024.10.26)
- 파트4. 살다보면 이무진(2024.11.9)[4]
- 파트5. 러브스틸러 정기고, KllRl(2024.11.16)
- 파트6. 빗방울 류지호 오월오일(2024.12.7)
- 파트7. You are 김민석(2024.12.21)

## 수상 목록
- 2024년 KBS 연기대상 작가상 (서숙향)
- 2024년 KBS 연기대상 남자 조연상 (최태준)
- 2024년 KBS 연기대상 여자 인기상 (금새록)
- 2024년 KBS 연기대상 베스트 커플상 (김정현&금새록)
- 2024년 KBS 연기대상 베스트 커플상 (박지영&신현준&김혜은)
- 2024년 KBS 연기대상 장편드라마 부문 남자 우수상 (신현준)
- 2024년 KBS 연기대상 장편드라마 부문 여자 우수상 (금새록)
- 2024년 KBS 연기대상 남자 최우수상 (김정현)
- 2024년 KBS 연기대상 여자 최우수상 (박지영)